# 蔡晓晴
蔡晓晴（1942年—），女，江西九江人，生于陕西延安，中国电视剧导演，中国电视剧制作中心一级导演。曾任中国电视艺术家协会主席团委员。

## 家庭
父亲蔡若虹。